# 10 Pułk Strzelców (Imperium Rosyjskie)
10 pułk strzelców (ros. 10-й стрелковый полк) – oddział piechoty armii Imperium Rosyjskiego.

## Charakterystyka
Sformowany w 1926. Stacjonował między innymi w m. Żmerynka.

 W przededniu I wojny światowej pułk etatowo posiadał dwa bataliony po cztery kompanie oraz kompanię tyłową. Kompania piechoty czasu wojny liczyła około 240 żołnierzy i 4–5 oficerów. Na szczeblu pułku występował także pododdział karabinów maszynowych (8 km), łączności (w tym 14 konnych gońców i 21 telefonistów) i zwiadowczy (64 zwiadowców, w tym 4 kolarzy).

## Podporządkowanie
Lipiec 1914:
- 12 Korpus Armijny – Winnica[7]
  - 3 Brygada Strzelców – Żmerynka
    - 10 pułk strzelców – Żmerynka